# Thôi sơn
Thôi sơn hay đấm thẳng là chỉ một cách sử dụng đòn tay trong võ thuật. Thôi sơn dùng để tấn công trực diện đối phương. Có thể dùng để tấn công vào mặt, bụng, ngực. Về kỹ thuật thì Nắm tay cơ bản (bình quyền), thỏa mãn điều kiện khi xuất đòn thì mặt lưng bàn tay và xương ống tay (cẳng tay) tạo thành 1 đường thẳng để tạo cho phần tiếp xúc với mục tiêu của nắm đấm là phần nhô lên của khớp nối đốt thứ nhất ngón trỏ với xương bàn tay.